# پاتاپوکلوشی
پاتاپوکلوشی (به مجاری:  Patapoklosi) یک منطقهٔ مسکونی در مجارستان است که در ناحیه سیگت‌وار واقع شده‌است.

## خواهرخوانده
شهر Gyöngyöspata خواهرخواندهٔ پاتاپوکلوشی هست.